# Ciobanu
Ciobanu là một xã ở hạt Constanţa, România.
Xã này có 2 làng:
- Ciobanu (tên lịch sử: tiếng Thổ Nhĩ Kỳ: Çoban-Kuyusu)
- Mioriţa (tên lịch sử: Cadi-Câşla, Bălăceanu)